# Симон Урбан
Симон Урбан (на немски: Simon Urban) е немски писател, автор на романи и разкази.

## Биография
Симон Урбан е роден през 1975 г. в Хаген. Следва германистика в Мюнстер, в Немския литературен институт в Лайпциг, освен това се обучава в Текстершмиде в Хамбург.
Живее в Хамбург, където работи в рекламна агенция, а също в Техау, провинция Шлезвиг-Холщайн.
В антиутопичния му роман „План D“ ГДР и през 2011 г. все още съществува.
Романът е номиниран в класацията за Наградата на независимите издателства през 2011 г.

## Награди и отличия
- 2003: Erker-Preis
- 2005: „Рурска литературна награда“ (поощрение)
- 2006: Limburg-Preis der Stadt Bad Dürkheim
- 2009: Clio-Awards Grand Prix und Gold für die erste literarische Live-Werbepause
- 2012: Stuttgarter Krimipreis für Plan D